# Larry shorts
Larry shorts to dwa krótkometrażowe filmy animowane stworzone przez Setha MacFarlane’a, które stały się podstawą do stworzenia serii Family Guy.

## The Life of Larry (1995)
W 1995 roku, podczas studiów w Rhode Island School of Design, Seth MacFarlane stworzył krótkometrażowy film animowany pt. The Life of Larry. Opowiada on o prostaku o imieniu Larry Cummings, jego cynicznie mówiącym psie Stevie, żonie Lois, oraz synu - wstydliwym nastolatku Milcie. Film zaczyna się sekwencją, w której MacFarlane opisuje film i jego bohaterów.

## Larry and Steve (1997)
Podczas pracy dla Hanna-Barbera MacFarlane stworzył sequel swojego pierwszego filmu pt. Larry and Steve. Trwająca 9 minut animacja została wyemitowana w Cartoon Network's World Premiere Toons.

## Związek z Family Guy
Oba filmy przedstawiają olbrzymie podobieństwa do Family Guy, zawarte w nich podobne głosy i bohaterzy jak Peter, czy Brian. Także Larry wspomina o historii Stewie'iego. Milt jako Chris, oraz Larry’ego żona - Lois.